# Tom Dokoupil
Tom Dokoupil (* 23. Mai 1959 in Krnov) ist ein deutscher Maler, Musiker, Komponist, Schauspieler und Produzent tschechischer Herkunft.
Dokoupil war Gitarrist der Bands Die Partei, Die Radierer, Quick Culture, Slinky Gym School, The Wirtschaftswunder und Maler der Neuen Wilden. Er war Produzent der ersten Single der Band KeinMenscH!. Er wirkte als Komponist und Editor bei zahlreichen Filmen mit. Er ist der Bruder von Jiří Georg Dokoupil.

## Diskografie
- 1981: Wat? Sanitär! (Cass, Album), Zickzack, ZICKZACK CASSE 002[5]